# Lotte Peeters
Lotte Peeters, née le 9 juillet 1993 à Saint-Nicolas, est une femme politique belge, membre de la Nieuw-Vlaamse Alliantie (N-VA).

## Biographie
Lotte Peeters nait le 9 juillet 1993 à Saint-Nicolas.
Aux élections législatives fédérales de 2024, Lotte Peeters est élue à la Chambre des Représentants.